# Computador do Milhão
Computador do Milhão foi um produto licenciado do Show do Milhão produzido em uma parceria entre o SBT e Microsoft. Ele foi lançado em 2001, tendo como o público-alvo as classes baixa e média. 

## História
O Computador do Milhão foi produzido em uma parceria entre o SBT e a Microsoft, com o investimento de R$ 88 milhões. Ele foi lançado em 2001 como um produto licenciado do game show Show do Milhão, e tinha como público alvo as classes baixa e média, mirando na inclusão digital. Ele era 45% mais barato do que os modelos da época. O computador foi fabricado pelas empresas Metron, Procomp e Semp Toshiba, tendo o preço à vista de R$ 1.928, podendo ser parcelado até em 36 parcelas fixas de R$ 88 ou financiado pelo Banco PanAmericano com parcelas de R$ 91. Parte dos lucros eram revertidos em equipamentos para programas sociais como a Comunidade Solidária.
No início, a meta era vender 500 mil unidades em um ano. Porém, logo em seu lançamento, houve quase 800 mil ligações, e apenas 15,76% do público foi atendido, por problemas no callcenter. Na segunda fase, a Metron virou a responsável exclusiva pela produção. Porém, em 2003 a empresa sofria com problemas financeiros e estava sendo investigada por contrabando. Não se sabe quando o computador deixou de ser produzido.

## Configurações

### Configurações iniciais
As configurações do Computador do Milhão eram modestas até mesmo para e época. O computador também vinha com o pacote da Microsoft Encarta 2001, que continha programas como o MS Works 6.0, MS Atlas e Enciclopédia Encarta 2001 e o CD-ROM do jogo Show do Milhão Volume 3. Suas configurações eram as seguintes:
- Processador Intel Celeron de 700 MHz;
- 64 MB de memória RAM;
- 10 GB de disco rígido;
- CD-ROM de 52X;
- fax/modem de 56 Kbps;
- Monitor LG de 15 polegadas;
- Impressora colorida jato de tinta Lexmark Z22;
- Sistema operacional Microsoft Windows ME.

### Metron
Após 45 dias do lançamento inicial, a Metron tornou-se a produtora exclusiva do Computador do Milhão. O computador vinha com Seis meses gratuitos de acesso à internet pela AOL e curso de informática pela web da KA Solution. As configurações passaram a ser as seguintes:
- Processador Intel Celeron de 1 GHz;
- 128 MB de memória RAM;
- Disco rígido de 20 GB;
- Monitor de 15 polegadas;
- Sistema operacional Windows XP;
- Kit multimídia (CD-ROM + placa de som + alto-falantes);
- Impressora Lexmark Z 22.